# أقاليم إندونيسيا

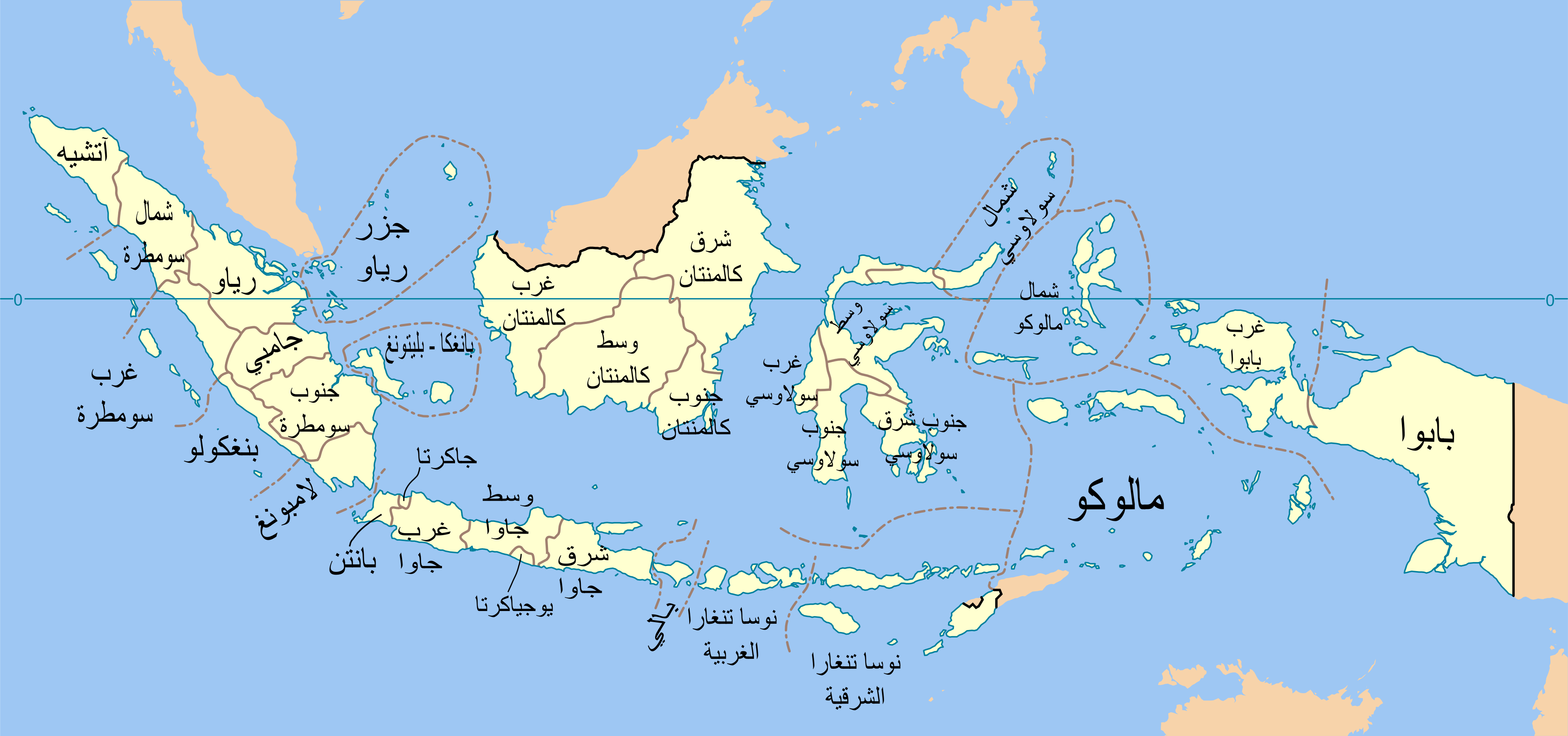
خريطة مقاطعات إندونيسيا.

تتكون إندونيسيا من 38 إقليم (9 منها دوائر خاصة وواحدة لمنطقة العاصمة). تتألف كل منها من محافظات (أو «مراكز») تتألف من نقاط وبلديات. الأقاليم هي:
- غرب غينيا الجديدة
  - بابوا (إيريان جايا)،
  - غرب بابوا (غرب إيريان جايا)،
  - بابوا الجنوبية
  - بابوا الوسطى
  - بابوا الجبلية
  - بابوا الجنوبية الغربية
- جاوة
  - بنتن
  - شرق جاوة
  - غرب جاوة
  - وسط جاوة
  - جاكرتا
  - يوجياكرتا
- كليمنتان:
  - كليمنتان الجنوبية
  - شرق كاليمنتان
  - وسط كاليمنتان
  - غرب كاليمنتان
  - شمال كاليمنتان
- جزر الملوك:
  - مالوكو
  - شمال مالوكو
- بالي ونوسا تنقارا (جزر سوندا الصغرى)
  - بالي
  - نوسا تنقارا الشرقية
  - نوسا تنقارا الغربية
- سولاوسي (سلبيس)
  - شمال سولاوسي
  - وسط سولاوسي
  - غرب سولاوسي
  - جنوب شرق سولاوسي
  - جنوب سولاوسي
  - غورونتالو
- سومطرة
  - آتشيه
  - بانغكا - بليتونغ
  - بنغكولو
  - جمبي
  - لامبونغ
  - رياو
  - جزر رياو
  - سومطرة الشمالية
  - سومطرة الجنوبية
  - غرب سومطرة

وتنقسم المقاطعة إلى مراكز (kabupaten) وعموديات مدن (kotamadya).
الدوائر الخاصة هي: آتشيه (أو نانجرو آتشيه دار السلام) ويوجياكرتا، وبابوا، وبابوا الغربية، وبابوا الجنوبية، وبابوا الوسطى، وبابوا الجبلية، و بابوا الغربية الجنوبية. الدوائر الخاصة تتمتع بمزيد من الاستقلال الذاتي مقارنة بالمقاطعات. وبالتالي فلهم مزايا تشريعية: فالحكومة الآتشيّة لها حق تشكيل نظام قضائي مستقل، كما شرّعت تلك الحكومة الآتشيّة عام 2003 الشريعة الإسلامية كالمصدر الأول للتشريع لديها. يوجياكارتا ما زالت سلطنة وسلطانها (حاليا سري سلطان هامنكوبوونو العاشر ذو الشعبية الجارفة) هو حاكم الدائرة الفعلي مدى الحياة. وبابوا،وبابوا الغربية، وبابوا الجنوبية، وبابوا الوسطى، وبابوا الجبلية، وبابوا الجنوبية الغربية لديها التخصص المتمثل في الاعتراف والاحترام الخاص لشعب بابوا الأصلي.
منطقة العاصمة هي جاكرتا، والتي بالرغم من كونها مدينة إلا أنها تدار على أنها مقاطعة فيحكمها حاكم وليس عمدة وتنقسم إلى مراكز (كالقاهرة).
تيمور الشرقية كانت مقاطعة إندونيسية منذ جلاء البرتغاليين عنها عام 1976 وحتى تخلت إندونيسيا عن السيادة عليها عام 1999. وبعد مرحلة من الإدارة الانتقالية من قبل الأمم المتحدة، أصبحت دولة مستقلة عام 2002.